# Минтроп, Людгер
Людгер Минтроп (нем. Ludger Mintrop, 18 июля 1880, Эссен, Рурский район,Северный Рейн-Вестфалия — 1 января 1956, там же) — немецкий геофизик и геодезист. Один из первых учёных, применивший разведочную геофизику для поисков нефтегазовых месторождений. Основоположник первого в истории метода сейсморазведки — метода преломлённых волн (патент за 1926 год). Среди зарубежных специалистов имеет неофициальный титул «Великий старец(Grand Old Man)» сейсморазведки.

## Биография
Людгер Минтроп был сыном фермера, родился он деревне недалеко от германского города Эссен (округ IX Верден). Вероятно, что имя Минтропу дали в честь святого Людгера. Одним из предков Минтропа был известный художник и иллюстратор Теодор Минтроп (Theodor Mintrop, 1814—1870).
В Берлине и Ахене Минтроп обучался маркшейдерии. С 1905 по 1907 был ассистентом профессора Карла Хаусманна в маркшейдерском институте в Ахене.

## Работа в области сейсмологии и сейсморазведки
Ещё на рубеже XIX и XX веков сейсмические волны было предложено возбуждать искусственно, при помощи взрывов и сильных ударов и применять для поиска геологических тел, в первую очередь соляных куполов, связанных с залежами нефти. Однако тогда идея не нашла применения, потому что ещё не существовало приборов, достаточно точных чтобы уловить слабые колебания сейсмических волн.

### Работа в Геттингене
C 1907 по 1911 год Минтроп работает в Гёттингенском университете под руководством сейсмолога Эмиля Вихерта. В 1908 году выполняет опыт по возбуждению искусственной сейсмической волны путём сбрасывания стального шара весом в 4 тонны с высоты в 14 метров. Энергия удара составила, таким образом, 0,6 МДж, что примерно соответствует взрыву 100 г тротила. В 1909 году он был назначен профессором в Бохумское горное училище, где руководил возведённой им сейсмологической станцией.
В 1911 году защищает докторскую диссертацию на тему «Dispersal of the ground vibrations created by the mass pressures of a large gas engine(Распространение колебаний частиц почвы, вызванных воздействием двигателя внутреннего сгорания)».
В 1914 году Минтроп конструирует относительно компактный и мобильный сейсмограф, пригодный для использования в сейсморазведке с взрывными источниками. В годы Первой Мировой войны Минтроп пытался при помощи своего устройства определять расположение артиллерии противника, однако для этих целей сейсмические волны оказались малопригодны.
В 1917 году получил патент на сейсмограф оригинальной конструкции для целей сейсморазведки при поддержке своего учителя, Эмиля Вихерта. Открытие нефти сейсморазведкой в соляных куполах Техаса привели к росту добытой нефти и газа по всему миру.
В 1919 году Минтроп выделил преломлённые волны, образующиеся на сейсмогеологических границах под действием волны, созданной при помощи взрыва. Преломлённые волны образовывались на границах слоёв горных пород, в том случае, если скорость волн во втором слое, была больше чем в первом. Для возбуждения упругой волны, падающей на границу, Минтроп применял взрывы. Преломлённые волны первыми наблюдались на сейсмограммах и потому выделялись существенно лучше всех последующих. В первое время открытые волны назывались «волнами Минтропа».
В том же, 1919-м году Минтроп подал заявку на патент «Метод определения геологических структур», который был получен только в 1926 и неоднократно оспаривался другими сейсморазведчиками из США и СССР. В 1920 году он был избран членом немецкого научного общества «Леопольдина». В 1921 году основал компанию «Seismos».
С 1928 по 1945 годы Минтроп преподаёт маркшейдерию и геофизику в университете Бреслау, в 1946—1948 годах в Ахенском университете. 19 сентября 1922 года в Лейпциге, Минтроп, Гутенберг и Вихерт основали Немецкое сейсмологическое общество, сейчас оно называется Немецкое геофизическое общество. В 1955 году Минтроп получил от первого федерального президента ФРГ Теодора Хойса орден Большой крест за заслуги перед республикой.